# Johann Coaz
Johann Coaz ou Johann Wilhelm Fortunat Coaz, né le 31 mai 1822 à Anvers et mort le 18 août 1918 à Coire, est un topographe et alpiniste suisse, explorateur des Alpes des Grisons.

## Biographie
Il suit des études d'ingénieur forestier à l'académie royale de Tharandt, en Saxe. De 1844 et 1851, il est employé au bureau topographique fédéral pour topographier la Haute-Engadine, effectuant des relevés pour la carte Dufour. En 1847, il est secrétaire du général Dufour lors de la Guerre du Sonderbund. Entre 1851 et 1873, il est l'inspecteur des forêts des cantons des Grisons, puis celui de Saint-Gall entre 1873 et 1875. En 1875, il devient le premier inspecteur fédéral des forêts (jusqu'en 1914). Il a une influence notable sur la première loi forestière fédérale promulguée en 1876. Son goût pour l'alpinisme l'amène à être l'un des tout premiers membres du Club alpin suisse. Il effectue vingt et une premières ascensions dans les Alpes, notamment celle du Piz Bernina (point culminant des Grisons). Il est promu docteur honoris causa de l'université de Berne en 1902.

## Ascensions

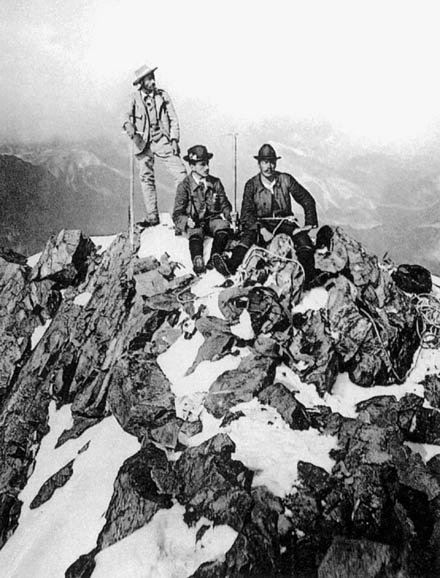
Johann Croaz, Jon et Lorenz Ragut Tscharner au sommet de la Bernina, lors de la première ascension le 13 septembre 1850

- 1846 - Première ascension du Piz Kesch
- 1850 - Première ascension du Piz Corvatsch
- 1850 - Première ascension du Piz Bernina
- 1850 - Première ascension du Piz Tschierva
- 1900 - Ascension du Weissmies, à l'occasion du soixante-dix-huitième anniversaire de Johann Coaz

### Sources
- Anton Schuler, « Johann Coaz » dans le Dictionnaire historique de la Suisse en ligne.